# Vera Martínez Mehner
Vera Martínez Mehner   (Madrid, 1978) és una violinista i pedagoga hispanogermànica, coneguda principalment per ser membre fundadora del Quartet Casals i per la seva trajectòria com a intèrpret, docent i promotora de la música de cambra i contemporània.

## Carrera artística
Va començar els estudis de violí als cinc anys amb J. Krakenberg i més tard amb Brunilda Gianneo, M. Guillén i Víctor Martín. Amb només dotze anys, va ingressar a l’Escola Superior de Música Reina Sofía, on es va formar amb Serguei Fatkouline i Zakhar Bron. Posteriorment, va continuar els seus estudis a la Hochschule für Musik de Colònia (Alemanya), on va obtenir el títol de Konzertexamen. També es va especialitzar en música de cambra amb el Quartet Alban Berg.

### Fundació del Quartet Casals
El 1997 va fundar mentre cursava el seus estudis superiors el Quartet Casals, amb el qual ha actuat en sales de prestigi, com ara el Wigmore Hall de Londres, el Concertgebouw d'Amsterdam, el Carnegie Hall de Nova York i el Musikverein de Viena. El quartet ha estat guardonat amb el Primer Premi als concursos internacionals de Londres (2000) i Hamburg (2002), així com amb el Premi Nacional de Música d'Espanya l'any 2006.

### Com a solista i cambrista
Ha col·laborat com a solista amb orquestres com l’Orquestra Simfònica de Santo Domingo, l’Orquestra Simfònica de les Illes Balears i l’Orquestra de Cambra Reina Sofía, sota la direcció de mestres com Zubin Mehta, Yehudi Menuhin, James Judd, Víctor Pablo Pérez i Antoni Ros-Marbà. També ha actuat amb intèrprets com Gérard Caussé, Harald Schoneweg, Marta Gulyàs i el seu germà, el pianista Claudio Martínez Mehner.

### Música contemporània
És membre de l’Ensemble Funktion, dedicat a la interpretació de música contemporània, i participa regularment en estrenes i concerts d’obres del repertori modern i actual.

## Docència
Des del 2003 és professora de violí i música de cambra a l'Escola Superior de Música de Catalunya (ESMUC). També ha estat docent al Conservatori Superior de Música d’Aragó i a Musikene, a Sant Sebastià. Imparteix regularment classes magistrals i forma part del jurat en diversos concursos internacionals.

## Discografia
Amb el Quartet Casals, ha enregistrat una dotzena de discos per al segell Harmonia Mundi, incloent-hi integrals dels quartets de Beethoven, Franz Schubert i obres de compositors com Arriaga, Mozart, Ravel, Toldrà, Turina i Brahms

## Vida personal
És germana del pianista Claudio Martínez Mehner. Compagina la seva carrera artística amb l'activitat docent i viu a Barcelona.